# Người Bosniak
Người Bosniak (chữ Bosnia: Bošnjak, số nhiều: Bošnjaci), hoặc gọi là người Hồi giáo Bosnia, thuộc dân tộc Slav phía nam, phân bố chủ yếu ở Bosnia và Herzegovina, quốc gia này đã chia cắt và độc lập khỏi Nam Tư. Họ chủ yếu là hậu duệ của người Serb và người Croatia cải tín sang Hồi giáo vào thời kì đế quốc Thổ Nhĩ Kì Ottoman thống trị. Bởi vì thói quen sinh hoạt của họ không giống với người Serb hoặc người Croatia truyền thống cho nên họ bị đối xử coi là một dân tộc khác trong thời cận đại. Trong các tài liệu cũ của Việt Nam, người Bosniak thường hay phiên dịch là người Bosnia, nhưng người Bosnia là tên gọi toàn thể nhân dân nước Bosnia và Herzegovina, mà không phải là tên gọi của một dân tộc.
Không phải tất cả người Hồi giáo ở Balkan đều là người Bosniak, có những nhóm người Hồi giáo khác gốc Bulgaria như người Pomak, và những người Hồi giáo không phải là người Slav như người Albania, người Thổ Nhĩ Kì và người Romani.

## Khái yếu
Khái niệm người Bosniak có quan hệ với quá trình Hồi giáo hoá Bosnia và Herzegovina. Hồi giáo hoá ở khu vực này bắt đầu vào khoảng niên đại 1480, lúc đó họ nằm dưới sự thống trị của đế quốc Ottoman. Trước đó, Bosnia và Herzegovina tôn sùng tín ngưỡng Kitô giáo như giáo hội Công giáo Rôma, mặc dù là tín đồ Kitô giáo, nhưng dùng tiếng Slav tiến hành nghi thức lễ bái, mà không dùng tiếng Latinh, hơn nữa họ có giáo lí của riêng họ, thí dụ như chọn dùng "thuyết nhị nguyên" dựa trên tín ngưỡng bản địa. Họ đã trải qua quá trình cải tín cải đạo, bị coi là "tín đồ dị giáo", rồi cuối cùng đã thiết lập giáo hội của riêng mình, gọi là "Giáo hội Bosnia". Điều này là do Kitô giáo vẫn là tín ngưỡng của một bộ phận giai cấp thống trị, phần lớn phụng thờ tín ngưỡng bản địa (góc độ của Thiên Chúa giáo coi là dị giáo). Tuy nhiên, "Giáo hội Bosnia" chưa đạt đến trình độ xây dựng giáo lí một cách có hệ thống, hơn nữa nó chỉ được tôn sùng tín ngưỡng ở trong các tu viện, chưa có truyền bá rộng rãi, cho nên rất khó thâm nhập vào phổ thông đại chúng. Do đó, khi Bosnia và Herzegovina bị đế quốc Ottoman thống trị, người dân nhanh chóng bị Hồi giáo hoá.
Ngoài ra, địa chủ và nông dân giàu có đều cải tín sang Hồi giáo, để đảm bảo quyền lợi của họ miễn bị nhà thống trị mới đế quốc Ottoman xâm hại. Do đó, thời kì Ottoman đã xuất hiện kết cấu xã hội thiểu số địa chủ người Hồi giáo bóc lột tá điền người Serb và người Croatia. Tháng 7 năm 1995, khoảng thời gian chiến tranh Bosnia, tại Srebrenica đã xảy ra một cuộc thảm sát, quân đội Cộng hoà Srpska do Ratko Mladić lãnh đạo đã sát hại khoảng 8.000 người Bosniak.

## Bối cảnh
Vào thời kì đế quốc Ottoman thống trị Bosnia và Herzegovina, họ áp bức người Serb và người Croatia bản địa cải tín sang Hồi giáo bằng phương thức vũ lực và thuế jizya. Họ còn quy định rằng, tất cả những ai là người Hồi giáo, đều được bước vào xã hội thượng lưu; nếu nông dân cải tín sang Hồi giáo, thì được miễn đóng thuế. Chính sách này khiến cho rất nhiều người Serb và người Croatia cải tín sang Hồi giáo. Người Hồi giáo ở Bosnia và Herzegovina hiện nay được hình thành, phần lớn là do chính sách này.
Đế quốc Ottoman còn cưỡng ép trẻ em thoát li cha mẹ và gia đình từ nhỏ, tiến hành giáo dục và đào tạo tập trung, khiến họ trở thành nguồn cung cấp lính cho tân binh Thổ Nhĩ Kì, gọi là thuế máu, khiến cho hậu duệ của người Serb và người Croatia bị Thổ Nhĩ Kì hoá. Chúng còn đem những người trong khu vực bị chúng chiếm đóng phân chia đẳng cấp, cấp cho các địa vị khác nhau. Tất cả các địa chủ và binh lính đi phục dịch và cống hiến để cho chúng thống trị, đều được hưởng địa vị rất cao, nhưng mà thường dân người Serb và người Croatia phổ thông vẫn tôn sùng tín ngưỡng Kitô giáo bị gọi là raya vốn là từ ngữ miệt thị trong tiếng Thổ Nhĩ Kì với nghĩa là "súc sinh".
Lâu ngày, những cư dân Bosnia và Herzegovina tôn sùng tín ngưỡng Hồi giáo dần dà hình thành ý thức dân tộc đặc trưng của riêng họ. Họ vẫn nói tiếng Serbia-Croatia, nhưng đã pha tạp số lượng lớn từ vựng Thổ Nhĩ Kì trong ngôn ngữ. Thay vì tiếp tục giữ gìn họ và tên của người Slav, họ hay sử dụng họ và tên thường thấy ở các nước Hồi giáo như "Hassan", "Emir", "Muhammad", coi là một phần cấu thành họ và tên của họ. Chiếu theo tín ngưỡng tôn giáo và phong tục tập quán của họ mà nói, người Hồi giáo Bosnia có khác biệt lớn với người Serb và người Croatia.

## Hình thành dân tộc
Nam Tư trong thời kì Tito, vì mục đích đàn áp chủ nghĩa Đại Serbia, nên đã chọn lấy chính sách phân hoá người Serb, đem người Slav tôn sùng tín ngưỡng Hồi giáo trục xuất khỏi cộng đồng người Serb và người Croatia. Do đó, khi thành lập nước Cộng hoà Liên bang Xã hội chủ nghĩa Nam Tư hoàn toàn không có dân tộc Bosnia, chỉ có "gốc Bosnia". Trước năm 1963, người gốc Bosnia chỉ có thể sử dụng người Serb hoặc người Croatia làm tự xưng trong trong các tài liệu chính thức.
Theo truyền thống, chỉ có người Serb tôn sùng tín ngưỡng Chính thống giáo Đông phương sẽ tự xưng là người Serb, người Croatia tôn sùng tín ngưỡng Kitô giáo sẽ tự xưng là người Croatia. Do đó, người Serb và người Croatia cư trú ở Bosnia và Herzegovina, tuyên bố tôn sùng tín ngưỡng Hồi giáo hoặc không tán đồng tín ngưỡng Kitô giáo và Chính thống giáo Đông phương, thì hi vọng được người ngoài công nhận, tượng trưng cho bối cảnh sống độc đáo. Giữa năm 1963 đến năm 1973, thì sử dụng danh xưng "người Hồi giáo (Muslimani)". Việc tuyên xưng bản thân là người Hồi giáo, không chỉ là mấu chốt chấp nhận việc khai thông tư tưởng trong quá trình mỗi cá nhân trưởng thành, đồng thời cũng là quá trình hiện đại hoá văn hoá Bosnia. Sau này, Bosnia và Herzegovina li khai khỏi Liên bang Nam Tư, cách xưng hô người Bosniak dần dần đã thay thế người Hồi giáo, để phân biệt với người Hồi giáo ở khu vực khác của Balkan.